# Frencq
Frencq é uma comuna francesa na região administrativa de Altos da França, no departamento de Pas-de-Calais. Estende-se por uma área de 19,81 km². Em 2010 a comuna tinha 877 habitantes (densidade: 44,3 hab./km²).